# ورساند هاکوبیان
ورساند فرانسیکی هاکوبیان (ارمنی: Վերսանդ Ֆրանսիկի Հակոբյան؛ زادهٔ ۱۵ سپتامبر ۱۹۵۰ - درگذشته ۱۹ ژوئیهٔ ۲۰۲۲) یک کارآفرین و سیاستمدار اهل ارمنستان بود که از تاریخ ۲۰۰۷ تا تاریخ ۲۰۱۲ سمت نمایندگی دوره چهارم مجلس ملی جمهوری ارمنستان را برعهده داشت.

## زندگی‌نامه
در ۱۵ سپتامبر ۱۹۵۰ در گورایک به دنیا آمد . وی در ۱۹ ژوئیهٔ ۲۰۲۲ در سن ۷۱ سالگی درگذشت.